# Castiglione delle Stiviere
Castiglione delle Stiviere ist eine Stadt südlich des Gardasees in der Provinz Mantua in Italien. Sie hat 23.815 Einwohner (Stand 31. Dezember 2023) und eine Fläche von 42 km².

## Geschichte
In der Nähe des Ortes fand am 5. August 1796 die Schlacht bei Castiglione statt. Beim Italienfeldzug Napoléon Bonapartes wurde ein Angriff der Österreicher unter ihrem Befehlshaber Dagobert Sigmund von Wurmser abgewehrt.
Nach der Schlacht bei Solferino am 24. Juni 1859 wurden ungezählte Verwundete in die etwa 8 Kilometer vom Kampfgeschehen entfernte Stadt gebracht und dort notdürftig erstversorgt.
Die Terrororganisation Gruppe Ludwig verübte 1984 in Castiglione ihren letzten Brandanschlag, bei dem die mutmaßlich einzigen Gruppenmitglieder festgenommen wurden.
Der Name Castiglione ist in Italien weit verbreitet und leitet sich von Castello (Kastell) ab. Tatsächlich steht im Stadtzentrum ein großes Kastell. Die Basilika San Luigi Gonzaga ist dem Stadtpatron Aloisius von Gonzaga gewidmet. Eine weitere Sehenswürdigkeit ist das im Jahr 1959 eröffnete Internationale Museum des Roten Kreuzes, welches ein sehr umfangreiches Informationsangebot aufweist.

## Städtepartnerschaften
- Leutkirch im Allgäu, Deutschland, seit 1995
- Barentin, Frankreich
- Monteprandone, Italien
- Bezzecca, Italien

## Söhne und Töchter der Stadt
- Aloisius von Gonzaga (1568–1591), Prinz aus dem Haus Gonzaga, Jesuit und Heiliger der kath. Kirche
- Pietro Maletti (1880–1940), General
- Giuseppe Morandi (1894–1977), Autorennfahrer
- Cristian Savani (* 1982), Volleyballspieler
- Nicola Leali (* 1993), Fußballspieler

## Mit dem Ort verbunden
- Henry Dunant (1828–1910), Gründer des Roten Kreuzes